# Дуб ІІ
Дуб II (пол. Dąb II) – щляхетський герб, різновид герба Дуб.

## Опис герба
Опис згідно з класичними правилами блазонування:
У червоному полі золотий дуб при п'яти коренях, з двома листочками і трьома жолудями. У клейноді такий же дуб, але без коріння.

## Історія
Герб згадується вперше у Каспера несецького (Korona polska) як варіант герба Дуб з червоним полем. Як Дуб II описаний у Юліуша кароля Островського.

## Гербовий рід
Два сім'ї гербового роду: Зборовські (Zborowski), Жолонджі (Żołądź, Żołłądź).